# Boar's Head Carol
(The) Boar's Head Carol è una tradizionale carola natalizia inglese, originaria del XV secolo e pubblicata per la prima volta nel 1521 da Wynken de Worde nella raccolta Christmasse Carolles. Si tratta della più antica carola natalizia ad essere pubblicata in lingua inglese.

## Storia
La tradizione citata nel brano si rifà forse ad una leggenda del XV secolo in cui si racconta di Capcot, uno studente del Queen's College di Oxford che fu attaccato da un cinghiale mentre stava raggiungendo il villaggio di Horspath. Capcot uccise il cinghiale e gli staccò la testa.

## Testo
Il testo parla di una testa di cinghiale servita come pietanza natalizia.  Questa è la versione del testo contenuta nella prima pubblicazione del 1521:
Caput apri defero

Reddens laudes Domino

1. The boar's head in hand bring I,

Bedeck'd with bays and rosemary.

I pray you, my masters, be merry

   Quot estis in convivio

Caput apri defero

Reddens laudes Domino

2. The boar's head, as I understand,

Is the rarest dish in all this land,

Which thus bedeck'd with a gay garland

   Let us servire cantico. 

Caput apri defero

Reddens laudes Domino

3. Our steward hath provided this

In honor of the King of Bliss;

Which, on this day to be served is

   In Reginensi atrio. 

Caput apri defero

Reddens laudes Domino